# زنان در بوتان
توسعه اقتصادی فرصت زنان را برای مشارکت در زمینه‌هایی مانند پزشکی اعم از پزشک و پرستار افزایش داده‌است. در سال ۱۹۸۹ تقریباً ۱۰ درصد از کارمندان دولت زن بودند. در طول مشاغل دولتی خود، به زنان کارمند دولتی اجازه پرداخت سه ماه مرخصی زایمان با پرداخت کامل حقوق داده شد و بدون پرداخت هرگونه هزینه اضافی مرخص می‌شوند.
نسبت دختران در مدارس مقطع ابتدایی و متوسطه سه به دو نفر بودند. با رشد بسیاری از سازمان‌های طرفدار زنان از جمله سازمان‌های مدنی و غیره، زنان به عنوان تأمین کننده معیشت خانواده‌های خود سهیم هستند. به عنوان مثال، صباح بوتان تلاش می‌کند تا زنان را در امر درآمدزایی از طریق بافندگی، خیاطی، تولید مواد غذایی و سایر فعالیت‌های اقتصادی توانمند سازد و از این طریق زنان را در امر درآمدزایی برای خانواده مشارکت دهد.

## تاریخ
زنان در دهه ۱۹۸۰ نقش مهمی در نیروی کار کشاورزی ایفا می‌کردند. در اواسط دهه ۱۹۸۰، ۹۵ درصد از کل زنان بوتانی از سن پانزده تا شصت و چهار سال درگیر کار کشاورزی بودند، در حالی که تنها ۷۸ درصد از مردان در همین محدوده سنی بودند. به‌طور کلی، زنان در همه بخش‌های اقتصاد نیروی کار بیشتری نسبت به مردان فراهم می‌کردند. در مقایسه با مردانی که شغل ندارند و نزدیک به ۱۰ درصد جمعیت مردان را شامل می‌شوند، کمتر از ۴ درصد از کل نیروی کار زنان بودند.

## مشارکت سیاسی
بین سال‌های ۲۰۰۸ و ۲۰۱۱، شرکت در انتخابات برای اعضای شورای محلی دولت همچنان یک مسئله جدی بود. موانع از عدم علاقه و نداشتن مشوق‌های اقتصادی گرفته تا مشکل در انطباق و اخذ اعتبار از طریق قوانین موجود انتخابات است.
آزمون سواد و مهارت عملکردی به تنهایی بسیاری از حوزه‌های انتخابیه را بدون حداقل دو نامزد، باقی گذاشت و منجر به تأخیر طولانی مدت در انتخابات دولت محلی سال ۲۰۱۱، در سال ۲۰۰۸ شد.
دور اول آزمون سواد و مهارت عملکردی بسیاری را مردود کرد. بیش از نیمی از رای‌دهندگان در انتخابات اولیه ریاست جمهوری زنان بودند. در رای‌گیری اولیه در سطح محلی در سال ۲۰۱۱، میزان مشارکت رای‌دهندگان حدود ۵۰٪ بود.
این مسئله لزوم تشویق بیشتر مشارکت در انتخابات و سیاسی زنان را مطرح می‌کند.

## ازدواج سنتی و زندگی خانوادگی
آداب و رسوم سنتی، ازدواج‌های مرتب شده بر اساس روابط خانوادگی و قومی، در اواخر قرن بیستم با ازدواج‌هایی مبتنی بر محبت متقابل جایگزین شده بود. حداقل سن شانزده برای زنان و بیست و یک سال برای مرداد رایج بود. نهاد کودک‌همسری، زمانی نسبتاً گسترده، تا حدود زیادی با مدرن شدن بوتان رو به زوال قرار گرفت، و در اواخر قرن بیستم تنها بقایای این عمل وجود داشت.